# Géographie du Tchad
La géographie du Tchad consiste en l'étude du territoire du Tchad, pays d'une superficie de 1 284 000 km2, s'étendant sur 1 700 km du nord au sud et 1 000 km d'est en ouest. Le Tchad est le 5e plus grand pays d'Afrique (après l'Algérie, la République démocratique du Congo, le Soudan et la Libye) et le  21e plus grand pays du monde. La capital du Tchad est Ndjamena

## Situation

### Localisation
Le pays est situé entre les 7e et 24e degrés de latitude nord d'une part, et les 13e et 24e degrés de longitude est d'autre part. 

### Frontières
Le Tchad possède 5 968 km de frontières terrestres, répartis ainsi :
- 1 360 km avec le Soudan ;
- 1 197 km avec la République centrafricaine ;
- 1 175 km avec le Niger ;
- 1 094 km avec le Cameroun ;
- 1 055 km avec la Libye ;
- 87 km avec le Nigeria.

## Géographie physique

### Topographie
La topographie du Tchad est généralement plate, l’altitude allant en augmentation vers le nord et l’est. Le point culminant est l’Emi Koussi, dans le massif du Tibesti, au nord du pays. Au sud de ce massif s'étendent les plateaux du Borkou, puis la dépression du Bodélé. À l’est, les hauts plateaux de l’Ennedi et du Ouaddaï descendent en pente douce vers le lac Tchad. Au centre, les plateaux du Guera atteignent 1 500 mètres. Au sud-est se trouve la région du Salamat, dont une grande partie est marécageuse, et où se sont développées des cultures vivrières, de la pêche et de l'élevage. 

### Hydrologie
D'après Aquastat, la hauteur d'eau annuelle moyenne des précipitations est de 322 mm, soit pour une superficie de 1 284 000 kilomètres carrés, un volume de précipitations annuelles de 413,45 km3 (France métropolitaine : 477,99 km3).
De ce volume précipité, l'évapo-transpiration et les infiltrations consomment quelque 400 km3. Restent 13,5 kilomètres cubes de ressources d'eau superficielle produites sur le territoire du pays (en interne). De plus une quantité renouvelable de 1,5 kilomètre cube d'eau souterraine est produite chaque année, en interne également.
À ces ressources de 15 km3 produites en interne, il faut ajouter pas moins de 28 km3 d'eau produits à l'étranger et qui font partie des ressources utilisables du pays, une fois la frontière franchie. Il s'agit avant tout du débit apporté de République centrafricaine par le Chari et ses affluents tels que le Bahr Sara, mais aussi en provenance du Cameroun (via le Logone). Compte tenu de ces apports, les ressources totales en eau du pays se montent annuellement à quelque 43 km3, soit pour une population estimée à 12 millions d'habitants en 2008, plus de 3 500 m3 d'eau par habitant.
À noter qu'une quantité de plus ou moins 4 kilomètres cubes quitte annuellement le territoire vers le Cameroun voisin : il s'agit des eaux de la portion tchadienne du bassin de la Bénoué.
Le taux de desserte (d'approvisionnement) en eau potable dans les villes tchadiennes n'est au maximum que de 40 %. À N'Djamena, capitale du Tchad, seuls l'aéroport et la zone du palais présidentiel sont équipés de manière maximale, le reste de la ville se débrouillant comme il peut. Dans les campagnes, seuls 32 % de la population rurale a accès à l'eau potable.
L'agriculture est bien évidemment la plus grosse consommatrice d'eau avec les difficultés que l'on peut imaginer face aux aléas des pluies et aux nombreuses sécheresses : 190 millions de m3/an. Les usages domestiques (personnels) viennent ensuite avec 40 millions de m3/an. Les estimations réalisées font état que l'agriculture restera la principale consommatrice d'eau jusque dans les années 2020. (source : Aquastat, site lié à la FAO).

#### Principaux lacs
- Le lac Tchad ;
- Le lac Fitri ;
- Le lac Iro ;
- Le lac Léré ;
- Les lacs d'Ounianga.

##### Lac Tchad
Le lac Tchad est le deuxième plus grand lac d’Afrique et abrite environ 120 espèces de poissons et autant d’espèces d’oiseaux. L’irrigation intensive et la diminution des précipitations ont considérablement réduit la surface du lac, qui est passée de 25 000 km2 en 1963 à 1 350 km2 aujourd’hui. Les fleuves Chari et Logone, qui prennent tous deux leur source en République centrafricaine, fournissent la plus grande partie de l’eau douce du lac.

### Climat
Le Tchad est un pays globalement très chaud et très sec. Le pays comprend quatre zones bioclimatiques. Au nord, dans le désert (Sahara), les précipitations annuelles sont inférieures à 200 mm pour atteindre un minimum inférieur à 10 mm et la population est largement nomade, avec des troupeaux composés principalement de chameaux et de petits ruminants. La zone centrale de transition (Sahel), reçoit entre 200 et 600 mm de précipitations par année et la végétation varie entre la steppe et la savane. Le sud reçoit de 600 à 1 000 mm de précipitations annuelles, la végétation y va de la savane à la forêt tropicale (voir Forêt du Bassin du Congo). Dans le sud-ouest, les précipitations peuvent atteindre 1 200 mm par année. Dans l'ensemble du pays, majoritairement semi-aride et aride, les températures sont très élevées toute l'année. À partir du nord de la capitale, les températures maximales atteignent régulièrement 43 - 44 °C pendant la période la plus torride de l'année en moyenne et basse altitude. Le nombre de mois de l'année où les températures maximales moyennes dépassent strictement 40 °C augmente normalement du sud au nord, bien que l'altitude du terrain y modifie la norme, avec 2 mois à Ndjamena (298 m d'altitude) au sud, 4 mois à Abéché (549 m d'altitude) au centre et en allant jusqu'à 6 mois à Faya-Largeau (245 m d'altitude) dans le nord absolument désertique. Les précipitations moyennes annuelles sont de 646 mm à Bongor à l'extrême sud, de 510 mm à Ndjamena au sud, de 402 mm à Ati au centre sud, de 373 mm à Abéché au centre, de 158 mm à Salal au centre nord, de 16 mm à Faya-Largeau au nord, de 8 mm à Ounianga Kébir à l'extrême nord.

## Géographie humaine

### Répartition spatiale des populations
Le pays s’étend sur plusieurs régions culturellement très différentes: l’Afrique du Nord, de culture musulmane et méditerranéenne ; l’Afrique de l'Ouest ; l’Afrique du Nord-Est, tournée vers le Nil et la mer Rouge ; et l’Afrique centrale, chrétienne et animiste, avec une économie centrée sur le fleuve Congo.
La majorité de la population du Tchad vit au sud du pays. La densité va de 54 habitants au km2 dans le bassin du Logone à 0,1 personne au km2 dans le nord désertique. La capitale, N'Djaména, se situe au confluent du Chari et du Logone et comptait 993 492 habitants en 2009.